# Joël Giraud
Joël Giraud (født 14. oktober 1959 i Gap, Hautes-Alpes, Provence-Alpes-Côte d'Azur) er en fransk politiker fra Det radikale venstreparti (PRG) og La République en marche (LREM). 

## Medlem af Nationalforsamlingen
I 2002 blev Joël Giraud valgt til Nationalforsamlingen som radikalt medlem for anden kreds i Hautes-Alpes. Han er blevet genvalgt ved de efterfølgende valg. 
Efter valget i 2017 tilsluttede han sig LREM's gruppe. 

## Borgmester i L'Argentière-la-Bessée
Joël Giraud blev medlem af byrådet i L'Argentière-la-Bessée i Hautes-Alpes i 1986. Han har været byens borgmester siden 1989.